# Grand Prix Rudy Dhaenens
Pour les articles homonymes, voir Dhaenens.
Le Grand Prix Rudy Dhaenens est une course cycliste belge disputée autour de Nevele, dans la province de Flandre-Orientale. Créé en 1999, il rend hommage à Rudy Dhaenens, champion du monde en 1990 et décédé dans un accident de la circulation en 1998. Le Grand Prix a fait partie de l'UCI Europe Tour en 2005, en catégorie 1.1.

## Palmarès
| Année | Vainqueur             | Deuxième            | Troisième           |
| ----- | --------------------- | ------------------- | ------------------- |
| 1999  | Hendrik Van Dijck     | Rudie Kemna         | Franky De Buyst     |
| 2000  | Niko Eeckhout         | Wim Omloop          | Tom Desmet          |
| 2001  | Geert Omloop          | Kristof Trouvé (nl) | Janek Tombak        |
| 2002  | Wesley Van Speybroeck | Gorik Gardeyn       | James Vanlandschoot |
| 2003  | Christophe Kern       | Anthony Geslin      | Stefan van Dijk     |
| 2004  | Geert Omloop          | Rudie Kemna         | Roger Hammond       |
| 2005  | Koen Barbé            | Thomas Dekker       | Jure Zrimšek        |
| 2006  | Filip Meirhaeghe      | Aart Vierhouten     | Matthé Pronk        |
| 2007  | Jurgen François       | Ivo Bruin           | Paul Martens        |